# بلنشت
تَلُّ بَلَنَشْتَ في ملداوة هو أعلى موضع فيها وارتفاعه 430 متر. وهو بجماعة بلنشت بين قريتي بلنشت وكوران عن شمالهما.